# Fairphone
Fairphone är ett företag som utvecklar och säljer en smarttelefon som skall ha producerats på ett etiskt hållbart sätt.
Metallerna som behövs för telefonen bryts inte i gruvor där barnarbete och extremt dålig säkerhet förekommer vilket är regel snarare än undantag för de flesta företag som tillverkar smarttelefoner. Människorna som producerar telefonerna ska även ha rättvisare villkor än de har i branschen generellt. Ett Mål för företaget är även att öka människors förståelsen kring hur elektronik tillverkas. Företaget är stationerat i Amsterdam, Nederländerna och har 78 anställda från  olika länder, som talar nio olika språk.
För att finansiera projektet behövdes 5 000 förbeställningar vilket nåddes 5 juni 2013. Totalt tillverkades och såldes 25 000 telefoner under 2013. I slutet av maj 2014 öppnade förbeställningen av den andra upplagan på totalt 35 000 mobiler. Massproduktionen av telefoner påbörjades i juli och varje dag tillverkades cirka 900 mobiler.
Mångsysslarföretaget ETC var, via ETC Mobil enda återförsäljaren i Sverige, att sälja Fairphone 2 i början av 2016.
Sedan dess har det kommit fler återförsäljare.
Fairphone 3 lanserades sep 2019. Den kom med en Snapdragon 632 SoC. Sep 2020 släpptes Fairphone 3+ vilket nästan är en identisk mobil fast med bättre kameror. Samma Kameror går att köpa separat till Fairphone 3. Senaste versionen av operativsystemet är Android 10.  
Fairphone 4 kom ut 2021.   

## Koncept
Målsättningen med fairphones telefoner är att de ska vara etiska och hållbara. Som led i detta har företaget bland annat sett till att det är väldigt enkelt att själv reparera deras telefoner. De ägnar sig inte heller åt att "låsa in", användaren i ett speciellt operativsystem, utan personen som innehar telefonen är helt fri att nyttja vilket operativsystem som helst.
Företaget siktar på att deras telefoner ska hålla istället för att gå sönder, och går alltså emot konceptet av planerat åldrande, genom att till exemepel, i kontrast till många smarttelefontillverkare låta batteriet vara utbytbart, så att man slipper kasta hela telefonen eller reparera den dyrt om batteriet eller någon annan del fallerar.